# Squaw Lake (Minnesota)
Squaw Lake es una ciudad ubicada en el condado de Itasca en el estado estadounidense de Minnesota. En el Censo de 2010 tenía una población de 107 habitantes y una densidad poblacional de 49,54 personas por km².

## Geografía
Squaw Lake se encuentra ubicada en las coordenadas 47°37′13″N 94°8′15″O / 47.62028, -94.13750. Según la Oficina del Censo de los Estados Unidos, Squaw Lake tiene una superficie total de 2.16 km², de la cual 2.07 km² corresponden a tierra firme y (3.96%) 0.09 km² es agua.

## Demografía
Según el censo de 2010, había 107 personas residiendo en Squaw Lake. La densidad de población era de 49,54 hab./km². De los 107 habitantes, Squaw Lake estaba compuesto por el 46.73% blancos, el 0% eran afroamericanos, el 51.4% eran amerindios, el 0.93% eran asiáticos, el 0% eran isleños del Pacífico, el 0% eran de otras razas y el 0.93% pertenecían a dos o más razas. Del total de la población el 0% eran hispanos o latinos de cualquier raza.